# NLPrax – Praxiszeitschrift für Nachlasswesen
Die NLPrax – Praxiszeitschrift für Nachlasswesen  ist eine juristische, deutschsprachige Fachzeitschrift. Sie widmet sich speziell den erbrechtlichen Themen der Nachlasspflegschaft, der Nachlassverwaltung, der Testamentsvollstreckung und des Nachlassmanagements. Sie wird vom Berufsverband der Nachlasspfleger, dem Bund Deutscher Nachlasspfleger (BDN) e. V., herausgegeben. Die Redaktion hat ihren Sitz in Münster.

## Erscheinungsweise und Verbreitung
Die NLPrax erschien von 2019 bis 2020 dreimal jährlich (März, Juli, November) mit einer verbreiteten Auflage von 2500 (Frühjahr- und Herbstausgabe) bzw. 2000 Exemplaren (Sommerausgabe). Seit 2021 erscheint die NLPrax nur noch zweimal jährlich (Sommer-, Winterausgabe) mit einer verbreiteten Auflage von 2000 Exemplaren. Beilage der Sommerausgabe ist das Mitgliederverzeichnis des Bund Deutscher Nachlasspfleger (BDN) e. V.
Sie wird an alle Mitglieder des BDN e. V. sowie bundesweit an alle Nachlassgerichte, Oberlandesgerichte, das BayObLG, den BGH, an alle juristischen Universitätsfakultäten sowie die Fachhochschulen für öffentlichen Verwaltung mit dem Studiengang "Rechtspflege" verbreitet.

## Zielgruppe
Die Fachzeitschrift richtet sich an Nachlasspfleger, Nachlassverwalter, Testamentsvollstrecker, Nachlassrichter, Nachlassrechtspfleger, Rechtsanwälte und Notare.
Sie liefert zu den erbrechtlichen Spezialthemen Nachlasspflegschaft, Nachlassverwaltung, Testamentsvollstreckung und Nachlassmanagement praxisbezogene Aufsätze, Kurzbeiträge und Anmerkungen, gibt die wichtigsten, redaktionell aufgearbeiteten Gerichtsentscheidungen wieder und setzt sich mit der aktuellen Entwicklungen in der Gesetzgebung auseinander.
Autoren sind Spezialisten und Praktiker aus den entsprechenden Gebieten, meist Hochschulprofessoren, Rechtsanwälte, Fachanwälte für Erbrecht und Berufsnachlasspfleger.

## Zitierweise
Auf einzelne Artikel verweist man durch Angabe des Kürzels „NLPrax“, des Jahrgangs und der Seite(n). Insbesondere bei gerichtlichen Entscheidungen wird teilweise auch die Abkürzung S. für Seite weggelassen. Bei Verweisen auf Gerichtsentscheidungen, die in der NLPrax abgedruckt worden sind, wird zusätzlich das Gericht genannt. So steht beispielsweise die Angabe „BGH NLPrax 2019,16 ff.“ für ein Urteil des Bundesgerichtshofes („Verwaltung von Verfügungsgeldern auf Sammelanderkonten“), das im Jahrgang 2019 auf den jahrgangsweise durchgängig gezählten redaktionellen Seiten 16 und folgende abgedruckt wurde.